# Väinameri
La Väinameri ou mer du Sund, toponyme estonien signifiant littéralement en français « mer des détroits », est une petite mer située en Estonie,,.

## Description

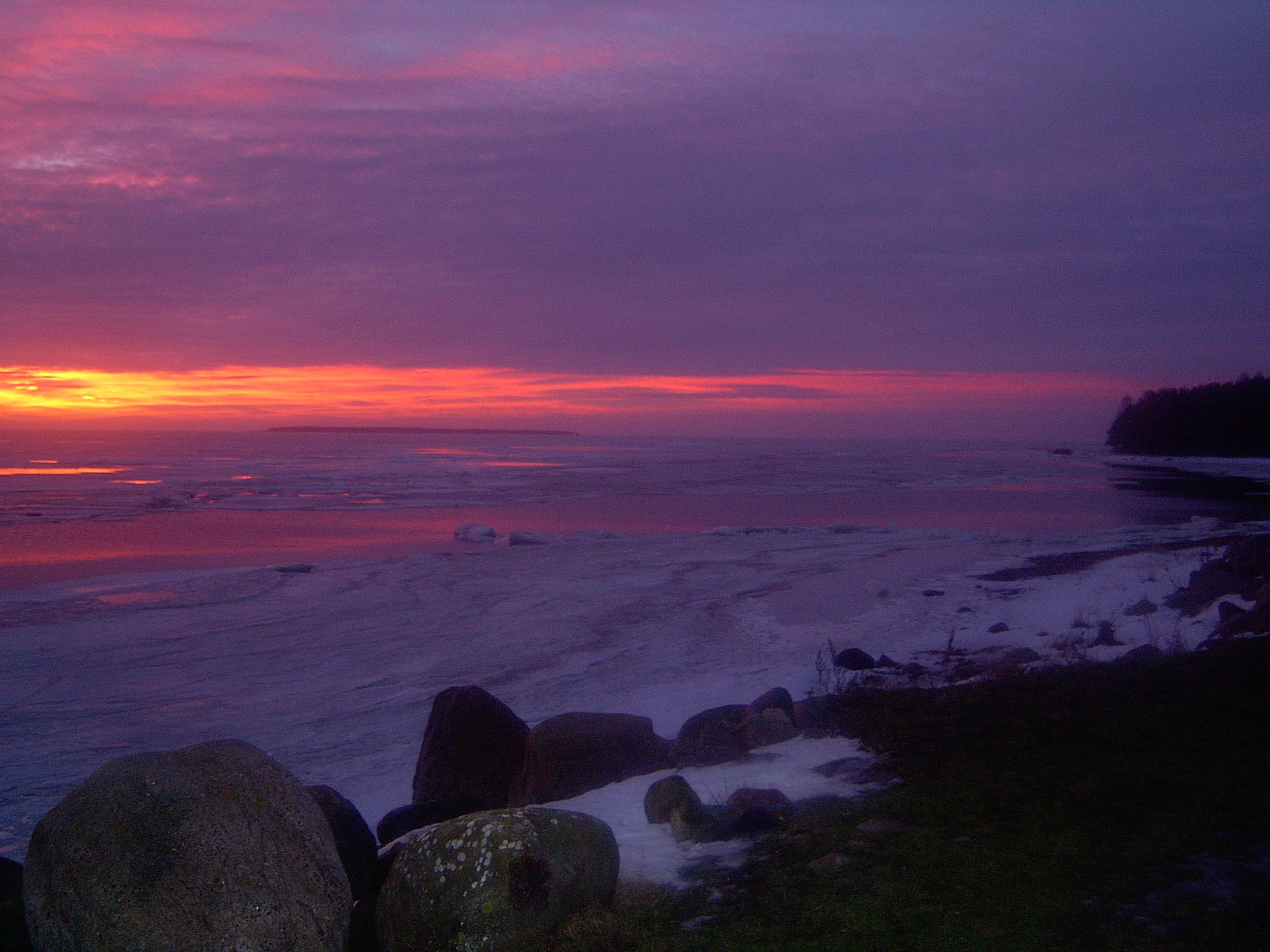
Paysage de la Väinämeri.

La Väinameri est peu profonde, d'une superficie d'environ 2 200 km2 et contient un grand nombre d'îles. Elle est entourée par l'archipel de Moonsund (Saaremaa, Hiiumaa, Muhu, Vormsi) et le continent. Les îles sont séparés du continent par des détroits : Voosi Kurk, Hari Kurk, Soela, Väike Väin et Suur Väin. 

## Géographie
L'Organisation hydrographique internationale définit les limites de la Väinameri de la façon suivante :
- au nord : une ligne joignant Tahkuna Point (59° 06′ N, 22° 35′ E), l'extrémité nord de l'île de Hiiumaa, vers l'est jusqu'à Põõsaspea Point (59° 14′ N, 23° 31′ E), sur la côte de l'Estonie.
- À l'est : De Põõsaspea Point vers le sud, le long de la côte ouest de l'Estonie, jusqu'à Paagi Saar Point (58° 26′ N, 23° 41′ E).
- au sud : une ligne joignant la pointe Paagi Saar vers l'ouest jusqu'à la péninsule de Kübassaare (58° 26′ N, 23° 18′ E), sur la côte sud-est de l'île Saaremaa.
- à l'ouest : De la péninsule de Kübassaare vers le nord, le long de la côte est de Saaremaa, jusqu'à Pammana Point (58° 38′ N, 22° 34′ E), son extrémité nord; puis de Pammana Point vers le nord, une ligne jusqu'à l'extrémité sud de l'île Hiiumaa (58° 41′ N, 22° 34′ E); et de là, de l'extrémité sud de Hiiumaa vers le nord, le long de la côte est de cette île, jusqu'à Tahkuna Point (59° 06′ N, 22° 35′ E), son extrémité nord.

## Transport
En 1894–1896, une chaussée de 3,6 kilomètres de longueur reliant Saaremaa et Muhu est construite à travers le Väike Väin.
Les eaux de la Väinameri sont suffisamment protégées de la houle en hiver pour geler facilement sur une épaisseur suffisante, permettant la construction régulière de routes de glace entre les îles et le continent.

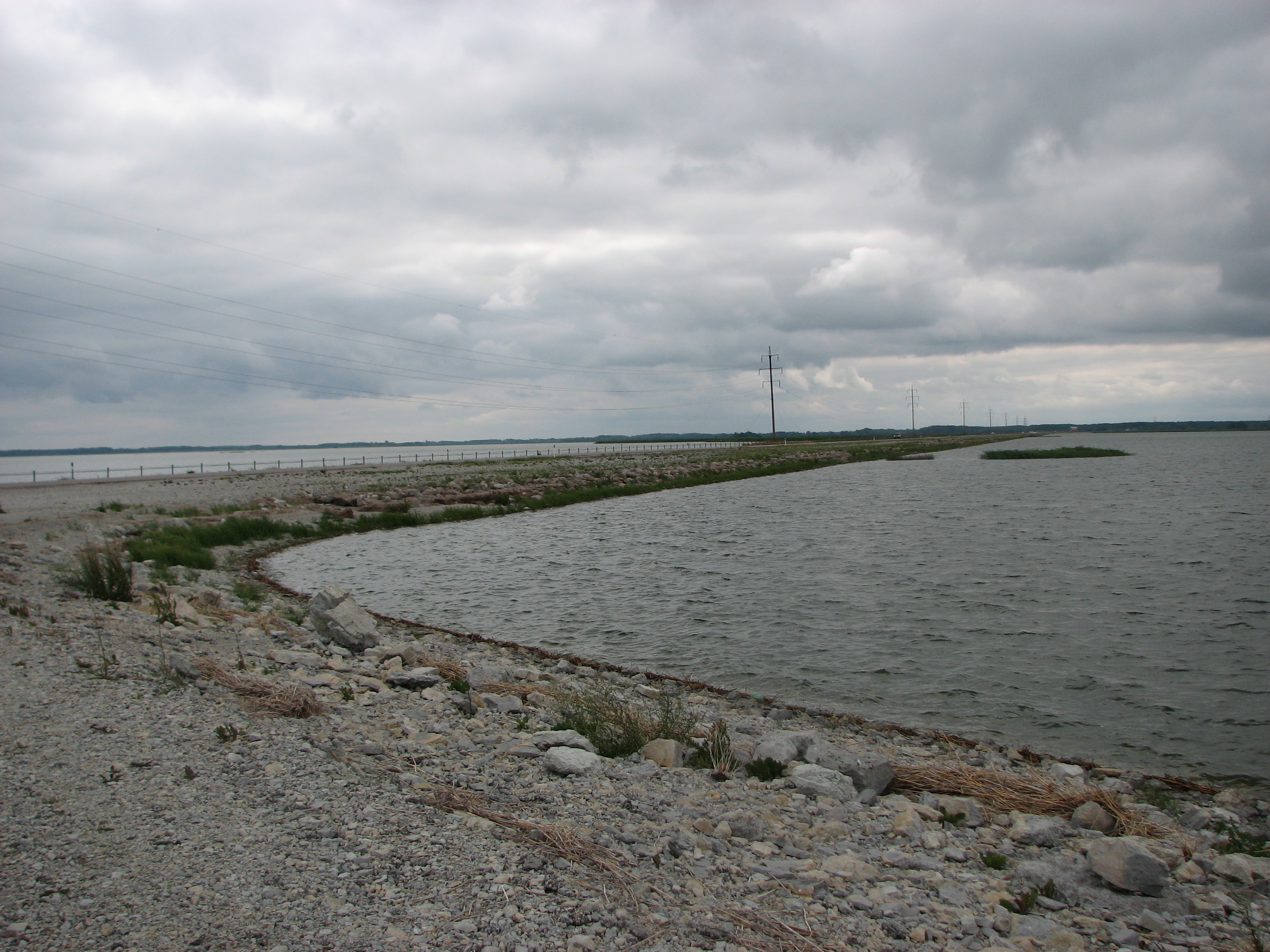
La chaussée du Väike Väin.